# Актори (фільм, 2000)
Акто́ри (фр. Les Acteurs) — французька кінокомедія 2000 року, знята Бертраном Бліє, з Жаном-Полем Бельмондо і Аленом Делоном у головних ролях.

## Сюжет
У цьому фільмі всі актори грають самих себе. Мішель Серро під час чергових зйомок фільму починає підозрювати існування змови проти акторів. Спроба попередити всіх про небезпеку не сприймається всерйоз. Усі актори захоплені своїми проблемами, втрачаючи почуття реальності.

## У ролях
- Жан-Поль Бельмондо — грає самого себе
- Ален Делон — грає самого себе
- П'єр Ардіті — грає самого себе
- Жозіан Баласко — грає самого себе
- Франсуа Берлеан — грає самого себе
- Домінік Блан — грає самого себе
- Клод Брассер — грає самого себе
- Жан-Клод Бріалі — грає самого себе
- Жерар Депардьє — грає самого себе
- Альбер Дюпонтель — грає самого себе
- Андре Дюссольє — грає самого себе
- Жак Франсуа — грає самого себе
- Самі Фрей — грає самого себе
- Мішель Галабрю — грає самого себе
- Тіккі Ольгадо — грає самого себе
- Мішель Лонсдаль — грає самого себе
- Жан-П'єр Мар'єль — грає самого себе
- Паташу — грає самого себе
- Мішель Пікколі — грає самого себе
- Клод Ріш — грає самого себе
- Мішель Серро — грає самого себе
- Жан Топар — грає самого себе
- Жак Вільре — грає самого себе
- Жан Янн — грає самого себе
- Бруно Абраам-Кремер — грає самого себе
- Марі-Крістіан Адам — грає саму себе
- П'єр Осседа — грає самого себе
- Жан-П'єрр Бекер — грає самого себе
- Фаб'єн Беар — грає самого себе
- Данієль Коши — грає самого себе
- Крістіан Дешамп — грає самого себе
- Бернар Кромбі — грає самого себе
- Франк де ла Персон — грає самого себе
- Жерар Боль дю Шомон — грає самого себе
- Марі-Крістін Демарест — другорядна роль
- Лоран Гамелон — другорядна роль
- Жан-Квентін Шателен — другорядна роль
- Крістоф Гібе — другорядна роль
- Філіп Маньян — другорядна роль
- Шарлотта Морі-Сентьє — другорядна роль
- Дамьєн Додан — другорядна роль
- Беатріс Мішель — другорядна роль
- Франсуа Морель — другорядна роль
- Люк Палюн — другорядна роль
- Ерве Лодьєр — другорядна роль
- Серж Рябукін — другорядна роль
- Мішель Вюйєрмоз — другорядна роль
- Клер Вотіон — другорядна роль
- Бертран Бліє — епізод
- Ерік Прат — епізод

## Знімальна група
- Режисер — Бертран Бліє
- Сценарист — Бертран Бліє
- Оператор — Франсуа Катонне
- Композитор — Марсіаль Солаль
- Продюсери — Крістін Гозлан, Ален Сард